# Högsta domstolen

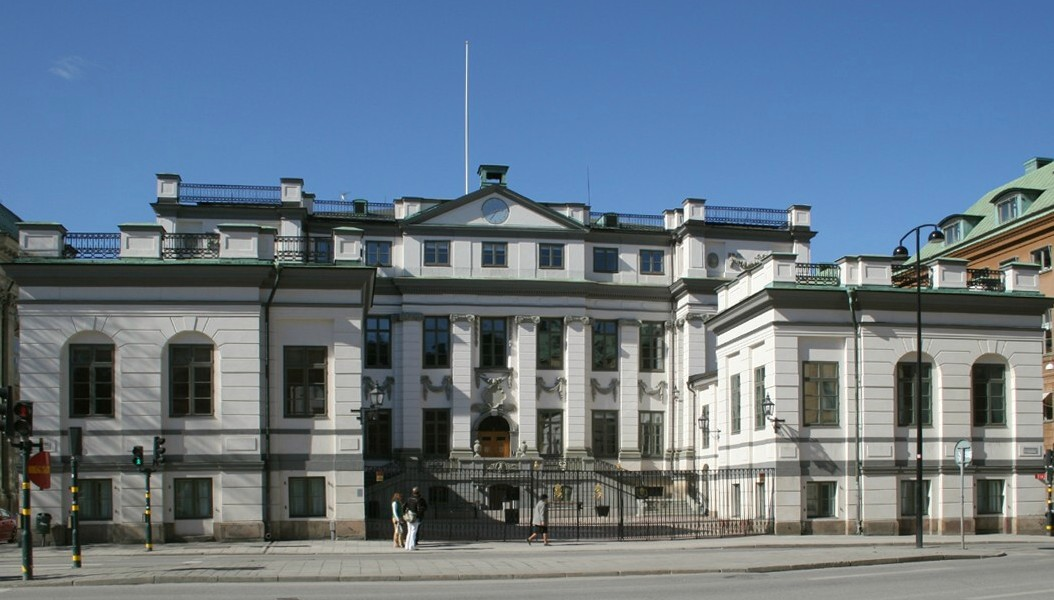
Högsta domstolen

Der Högsta domstolen (deutsch Oberster Gerichtshof) ist in Schweden das höchste Gericht in Zivil- und Strafsachen. In Verwaltungsrechtssachen besteht daneben ein oberstes Verwaltungsgericht Högsta förvaltningsdomstolen (bis 2010 Regeringsrätten).
Das Gericht wurde 1789 von Gustav III. gegründet und hat seinen Sitz im Bondeschen Palais in Stockholm. Die mindestens 14 Mitglieder sollen erfahrene Richter sein. Sie werden als Justizrat (justitieråd) bezeichnet und von der Regierung ausgewählt. Aus ihrer Mitte bestimmt die Regierung den Gerichtspräsidenten (ordförande).
Das Gericht ist letzte Instanz in Zivil- und Strafsachen. Die Entscheidungen des Gerichts haben Präjudizwirkung. Es entscheidet über Rechtsmittel gegen Entscheidungen des Hovrätt. In Strafsachen können auch der Justizombudsmann des Reichstags sowie der Justizkanzler Rechtsmittel einlegen.
Gerichtspräsidentin ist seit 2018 Anders Eka.